# Каратамак
Каратама́к (рос. Каратамак, башк. Ҡаратамаҡ) — присілок у складі Бураєвського району Башкортостану, Росія. Входить до складу Кушманаковської сільської ради.
Населення — 136 осіб (2010; 193 у 2002).
Національний склад:
- башкири — 62 %
- татари — 37 %